# یواس‌اس ال‌اس‌تی-۵۵۹
یواس‌اس ال‌اس‌تی-۵۵۹ (به انگلیسی: USS LST-559) یک کشتی بود که طول آن ۳۲۸ فوت (۱۰۰ متر) بود. این کشتی در سال ۱۹۴۴ ساخته شد.